# Claire Burger

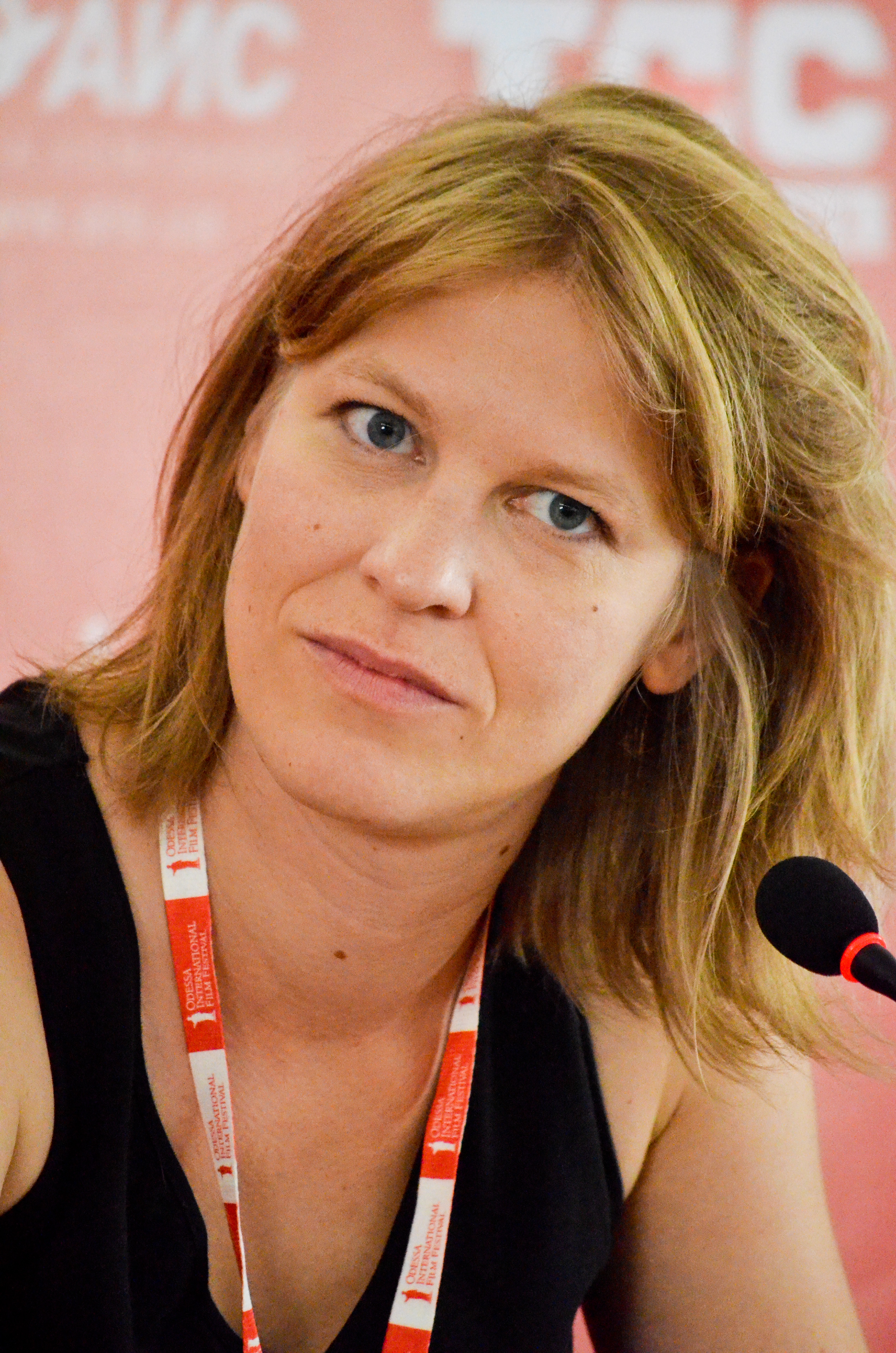
Claire Burger

Claire Burger (anhörenⓘ; * 1978 in Forbach, Lothringen) ist eine französische Filmregisseurin, Filmeditorin und Drehbuchautorin. Ihr Debüt-Langfilm Party Girl (in Co-Regie mit Marie Amachoukeli und Samuel Theis) wurde mit der Caméra d’or beim Cannes Film Festival 2014 ausgezeichnet.

## Karriere
Burger arbeitete zunächst als Fotojournalistin. Anschließend wurde sie an der Pariser Filmhochschule La Fémis als Filmeditorin ausgebildet. Das Studium schloss sie 2008 ab. An der La Fémis lernte Burger die Regisseurin Marie Amachoukeli kennen, mit der Burger zunächst den Kurzfilm Forbach (2008) als Regisseurin und Co-Drehbuchautorin verwirklichte. Anschließend folgten C’est gratuit pour les filles (2009) und Demolition Party (2013) unter Co-Regie mit Amachoukeli. In Zusammenarbeit des Regie-Duos mit dem Regisseur Samuel Theis wurde 2014 der gemeinsame Debüt-Langfilm Party Girl veröffentlicht. Mit C’est ça l'amour legte Burger 2018 ihre erste Spielfilmarbeit in Eigenregie vor. Der Film feierte seine Weltpremiere beim Filmfestival in Venedig.
Burgers Spielfilm Langue Étrangère wurde als Weltpremiere bei den Internationalen Filmfestspielen Berlin 2024 in den Wettbewerb um den Goldenen Bären eingeladen.

## Filmografie
- 2008: Forbach (Kurzfilm)
- 2009: C'est gratuit pour les filles (Kurzfilm; Co-Regie mit Marie Amachoukeli)
- 2013: Demolition Party (Kurzfilm; Co-Regie mit Marie Amachoukeli)
- 2014: Party Girl (Co-Regie mit Marie Amachoukeli und Samuel Theis)
- 2018: Euch zu lieben ist mein Leben (C’est ça l’amour)
- 2024: Tandem – In welcher Sprache träumst Du? (Langue Étrangère)

## Auszeichnungen
- 2010: César in der Kategorie Bester Kurzfilm für C'est gratuit pour les filles[10]
- 2014: Caméra d’or beim Cannes Film Festival für Party Girl (mit Marie Amachoukeli und Samuel Theis)[11]
- 2014: Ensemble Prize in der Sparte Un Certain Regard beim Cannes Film Festival für Party Girl (mit Marie Amachoukeli und Samuel Theis)[12]
- 2014: Nominierung für den Europäischen Filmpreis in der Kategorie European Discovery für Party Girl[13]
- 2015: Nominierung für den César in der Kategorie Bester Debütfilm für Party Girl[10]
- 2018: Nominierung für den Queer Lion bei den Filmfestspielen von Venedig für C'est ça l'amour[14]
- 2024: Im Wettbewerb um den Goldenen Bären bei den Internationalen Filmfestspielen Berlin mit Langue Étrangère[9]